# أندريا دنفر
أندريا دنفر (بالإيطالية: Andrea Denver)‏ هو عارض إيطالي، ولد في 3 مايو 1991 في فيرونا في إيطاليا.